# تتراکلرواتیلن
تتراکلرواتیلن (به انگلیسی: Tetrachloroethylene) یک ترکیب شیمیایی است. شکل ظاهری این ترکیب، مایع بی‌رنگ است.

## خطرات و عوارض پرکلرواتیلن
پرکلرواتیلن (Perchloroethylene) یا تتراکلرواتیلن (Tetrachloroethylene) که با فرمول شیمیایی C₂Cl₄، یک حلال کلردار پرکاربرد است. اما به دلیل سمیت و اثرات مضر آن بر سلامت انسان و محیط زیست، نیاز به مدیریت و احتیاط دارد.
اگرچه این ترکیب قابل اشتعال نیست. اما قرارگیری آن در معرض حرارت باعث تبخیر و آزاد شدن گاز سمی فسژن می شود. که می تواند خطرناک باشد.